# JS Ise (DDH-182)
 JDS Ise DDH-182 là một tàu khu trục thuộc lớp tàu khu trục mang máy bay trực thăng Hyūga của Lực lượng Tự vệ Biển Nhật Bản (JMSDF). Đây là con tàu thứ 2 được đặt tên là Ise, chiếc đầu tiên là thiết giáp hạm Ise thuộc biên chế Hải quân Đế quốc Nhật Bản bị chìm trong Chiến tranh thế giới thứ hai.
Con tàu được đóng bởi công ty IHI Marine United và đưa vào phục vụ ngày 16 tháng 3 năm 2011.